# Реакція Сабатьє — Сандерана
Реакція Сабатьє — Сандерана (англ. Sabatier — Senderens reaction) — парофазне гідрування олефінових, ацетиленових і ароматичних сполук у присутності нікелевого каталізатора.
>C=C< + H2 → >CH–HC<